# Školní tabule

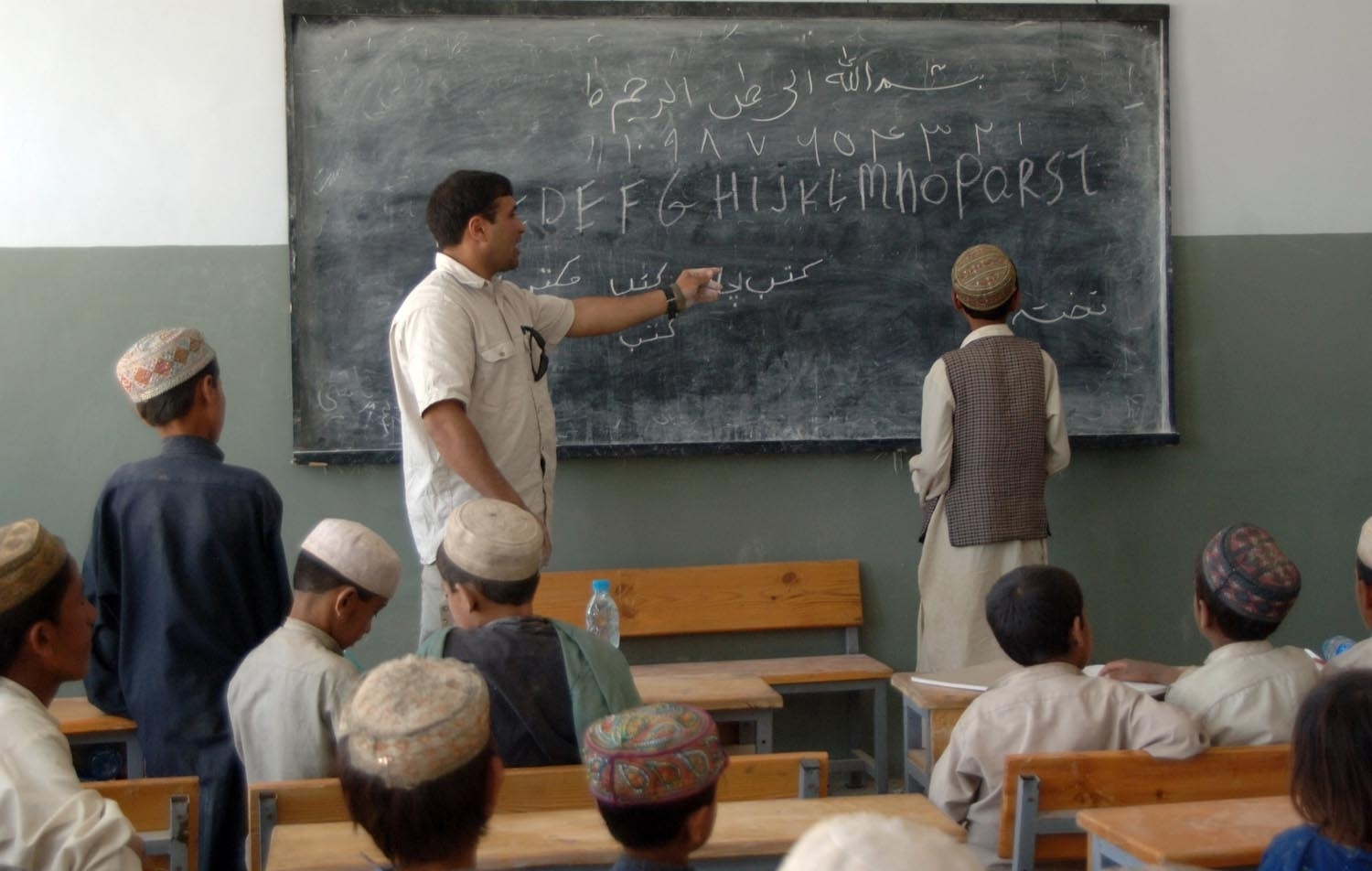
Tabule při výuce v Afghánistánu

Školní tabule je učební pomůcka ve tvaru ploché desky určená k psaní při výuce. Lze na ni psát křídou (černá nebo zelená tabule) nebo fixem (bílá tabule). Může být pevně zavěšena na stěně nebo jako přenosná pomůcka připevněna na stojanu. Vyučující (učitel nebo lektor) píše na tabuli poznámky nebo na ní píší žáci. Používá se na všech typech škol od školy základní až po školy vysoké.
Často se používá také tabule interaktivní.